# Limore Yagil
 (juillet 2025).
Motif : Notoriété?
- Archive Wikiwix
- Bing
- Cairn
- DuckDuckGo
- E. Universalis
- Gallica
- Google
- G. Books
- G. News
- G. Scholar
- Persée
- Qwant
- (zh) Baidu
- (ru) Yandex
- (wd) trouver des œuvres sur Wikidata

| 1. | Préciser le motif de la pose du bandeau. | Précisez le motif de la pose du bandeau en utilisant la syntaxe suivante : {{admissibilité à vérifier\|date=juillet 2025\|motif=remplacez ce texte par le motif}}                 |
| 2. | Informer les utilisateurs concernés.     | Pensez à avertir le créateur de l'article, par exemple, en insérant le code ci-dessous sur sa page de discussion : {{subst:avertissement admissibilité à vérifier\|Limore Yagil}} |

 (juillet 2024).
L'article doit être relu — et modifié si nécessaire — par des contributeurs indépendants pour apporter un regard critique aux contributions effectuées en violation des conditions d'utilisation de Wikipédia, tant sur la forme (notamment concernant le style encyclopédique, la proportionnalité) que sur le fond (la neutralité de point de vue, la qualité et l'indépendance des sources).
Limore Yagil (née en 1961 à Haïfa en Israël) est une historienne israélienne, naturalisée française, d'expression française, spécialisée dans l'histoire culturelle et politique de la France durant la Seconde Guerre mondiale. Elle est spécialiste de l'histoire du régime de Vichy. 

## Biographie
Titulaire d'une licence et d'un mastère de l'université de Tel Aviv et d'un doctorat d’État de Sciences Po Paris en 1992, elle a été depuis cette année-là maîtresse de conférences à l'université de Tel Aviv, à l'université de Haïfa ; à l'université Bar-Ilan, où elle enseigne l'histoire et la civilisation françaises. En 2010, elle est nommée professeure, habilitée à diriger des recherches (HDR) à l'université Paris-Sorbonne, et depuis 2021 également à l'université Bar-Ilan en Israël.  

Elle a enseigné à l'université de Haïfa et à l'université de Tel Aviv pendant plusieurs années. Elle poursuit ses recherches, notamment sur les différentes modalités de sauvetage des Juifs en France et en Europe au temps de la Shoah, à l'université de Paris-IV Sorbonne et au collège des Bernardins, et dernièrement à l'université Bar-Ilan en Israël, au Centre de recherches sur l'Holocauste.  

## Publications
- Chrétiens et Juifs sous Vichy, 1940-1944 : sauvetage et désobéissance civile (préf. Yehuda Bauer), Paris, Éditions du Cerf, coll. « Histoire », 2005, 765 p. (ISBN 978-2-204-07585-5 et 2-204-07585-X)[3].
- Internet et les droits de la personne : nouveaux enjeux éthiques à l'âge de la mondialisation, Paris, Éditions du Cerf  (ISBN 2-204-07861-1).
- Terroristes  et Internet. La Cyberguerre. Montréal, Éditions Trait d'union, 2002  (ISBN 9782922572858).
- « L'homme nouveau » et la Révolution nationale de Vichy, 1940-1944, Villeneuve-d'Ascq, Presses universitaires du Septentrion, coll. « Histoire et civilisations », 1997, 382 p. (ISBN 2-85939-516-4)[4].
- « Résistance et sauvetage des Juifs dans le département de l'Isère : (1940-1944) », Guerres mondiales et conflits contemporains, no 212,‎ avril 2003, p. 51-74 (OCLC 755958955, lire en ligne [PDF], consulté le 21 avril 2025).
- La France terre de refuge et de désobéissance civile, 1936-1944 : exemple du sauvetage des Juifs (préf. François-Georges Dreyfus), t. 1 : Histoire de la désobéissance civile : implication des corps de métiers, Paris, Les Éditions du Cerf, coll. « Histoire », 2010, 468 p. (ISBN 978-2-204-08863-3)[5],[6].
- La France terre de refuge et de désobéissance civile (1936-1944), tome II : Implication des fonctionnaires le sauvetage aux frontières et dans les villages-refuges, Paris, Éditions du Cerf, 2010  (ISBN 978-2-204-09393-4)[7].
- La France, terre de refuge et de désobéissance civile (1936-1944), tome III : Exemple du sauvetage des Juifs. Implication des milieux catholiques et protestants, l'aide des résistants, Paris, Éditions du Cerf, 2011  (ISBN 978-2-204-09394-1)[8],[9].
- (en) Holocaust Denial in France: Analysis of a unique phenomenon, avec Pierre Vidal-Naquet, Tel-Aviv, université de Tel-Aviv, 1995  (ISBN 965-222-577-0).
- Au nom de l'art, 1933-1945 - Exils, solidarités et engagements, préface du professeur Jean-Paul Bled, Fayard, 2015  (ISBN 9782213680897).
- Jean Bichelonne un polytechnicien sous Vichy (1904-1944) entre mémoire et histoire, SPM / L'Harmattan, 2015  (ISBN 978 2 917232 31 6).
- Le sauvetage des Juifs dans la région d'Angers : Indre-et-Loire, Maine-et-Loire, Sarthe, Mayenne, Loire-Inférieure, 1940-1944, Geste éditions, 2014  (ISBN 9782367462387).
- Désobéir : des policiers et des gendarmes sous l'Occupation, 1940-1944, Paris, Nouveau Monde, 2018, 378 p. (ISBN 978-2-36942-655-4, présentation en ligne).
- Les « anonymes » de la Résistance en France 1940-1942. Motivations et engagements de la première heure, Éditions SPM / L'Harmattan, 2019  (ISBN 978-2-37999-003-8)[10].
- Des catholiques au secours des Juifs sous l'Occupation, Paris, Bayard, 2022.